# Chlornitrofen
Chlornitrofen ist eine chemische Verbindung aus der Gruppe der Diphenylether-Herbizide und Nitrophenole.

## Gewinnung und Darstellung
Chlornitrofen kann durch Reaktion von 2,4,6-Trichlorphenol mit 4-Chlornitrobenzol gewonnen werden.

## Eigenschaften
Chlornitrofen ist ein weißer Feststoff, der praktisch unlöslich in Wasser ist.

## Verwendung
Chlornitrofen wurde zwischen 1965 und 1994 in großen Mengen als Herbizid auf Reisfeldern in Japan verwendet. Danach wurde vermutet, dass die Verbindung als endokriner Disruptor bei Tieren und Menschen wirkt. Er wirkt als Protoporphyrinogen-Oxidasehemmer.